# Félix Potvin
Félix Potvin, född 23 juni 1971, är en kanadensisk före detta professionell ishockeymålvakt som tillbringade 13 säsonger i den nordamerikanska ishockeyligan National Hockey League (NHL), där han spelade för ishockeyorganisationerna Toronto Maple Leafs, New York Islanders, Vancouver Canucks, Los Angeles Kings och Boston Bruins. Han släppte in i genomsnitt 2,76 mål per match och hade en räddningsprocent på .905 samt 32 SO (inte släppt in ett mål under en match) på 635 grundspelsmatcher.
Han draftades i andra rundan i 1990 års draft av Toronto Maple Leafs som 31:a spelare totalt.
Potvin är sedan 2007, både målvakts– och assisterande tränare för juniorlaget Magog Cantonniers i Ligue de hockey Midget AAA du Québec (QMAAA).